# Michel Leclère
Pour l’article ayant un titre homophone, voir Michel Leclerc.
Pour les articles homonymes, voir Leclère.
Michel Leclère, né le 18 mars 1946 à Mantes-la-Jolie (Seine-et-Oise), est un pilote de course automobile qui a couru de 1968 à 1980. Il a notamment disputé huit Grands Prix de Formule 1 et gagné cinq courses de championnat d'Europe de Formule 2 qu'il a terminé en deuxième position en 1975.

## Biographie

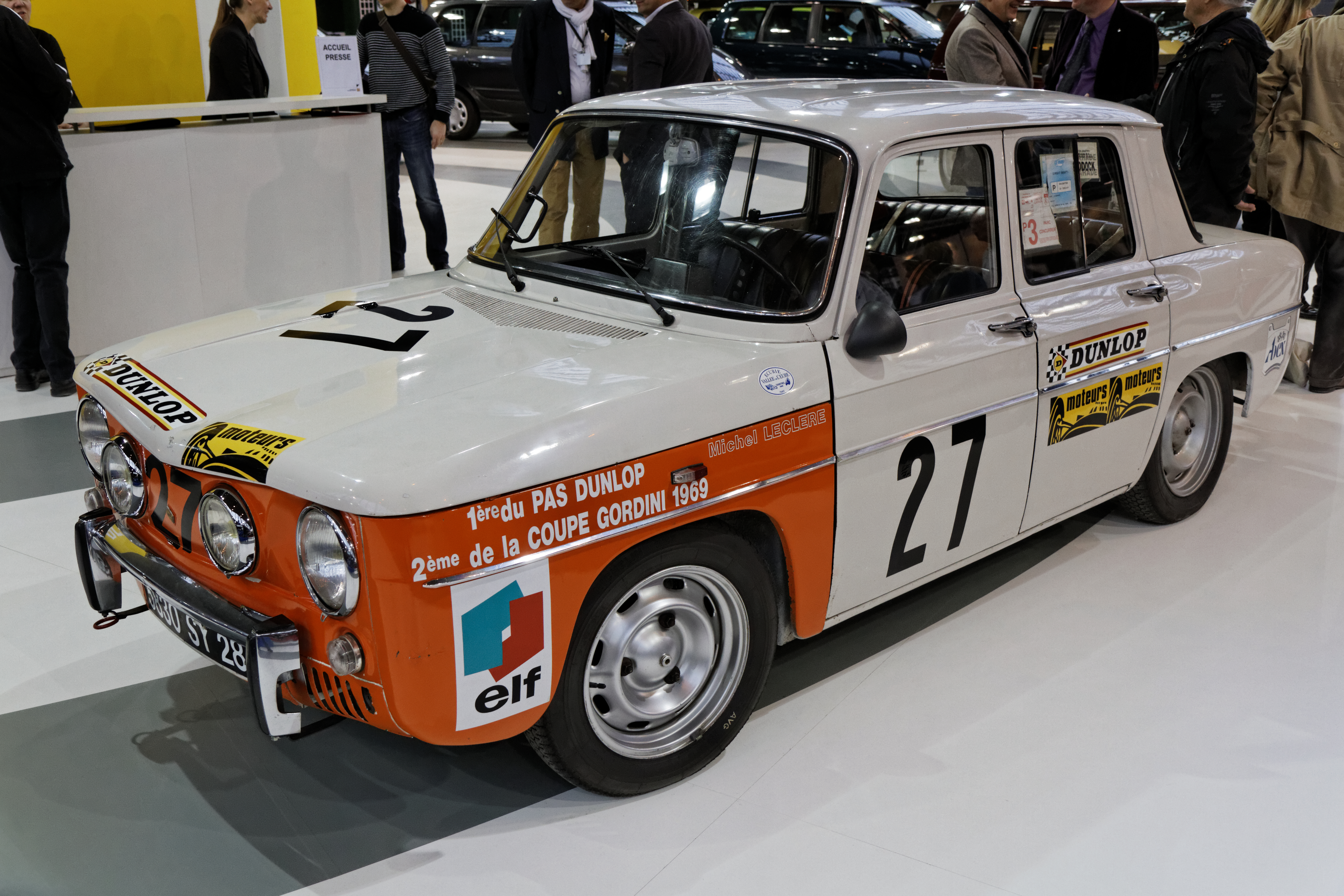
La R8 Gordini de Leclère, second de la Coupe en 1969.

Michel Leclère débute en Coupe de France Renault Gordini en 1968 et se classe second du championnat l'année suivante. Il passe, en 1970, en Formule France (la future Formule Renault) sur une Alpine-Renault-Leclère dont le moteur est préparé par son frère Jean-Louis et remporte le titre de champion de France l'année suivante.
Après avoir gagné le championnat de France de Formule 3 sur Alpine-Renault Elf dès sa première participation en 1972, Leclère passe à la Formule 2 où il court de 1974 à 1977, plus une participation au Grand Prix de Pau en 1979. Il devient vice-champion d'Europe en 1975 sur March-BMW devant son équipier Patrick Tambay et derrière Jacques Laffite. En 1974 également, il est en contrat avec Guy Ligier et dispute, sur une Ligier JS2 les 24 Heures du Mans, les 1 000 km du Paul Ricard et l'épreuve de Monza notamment.

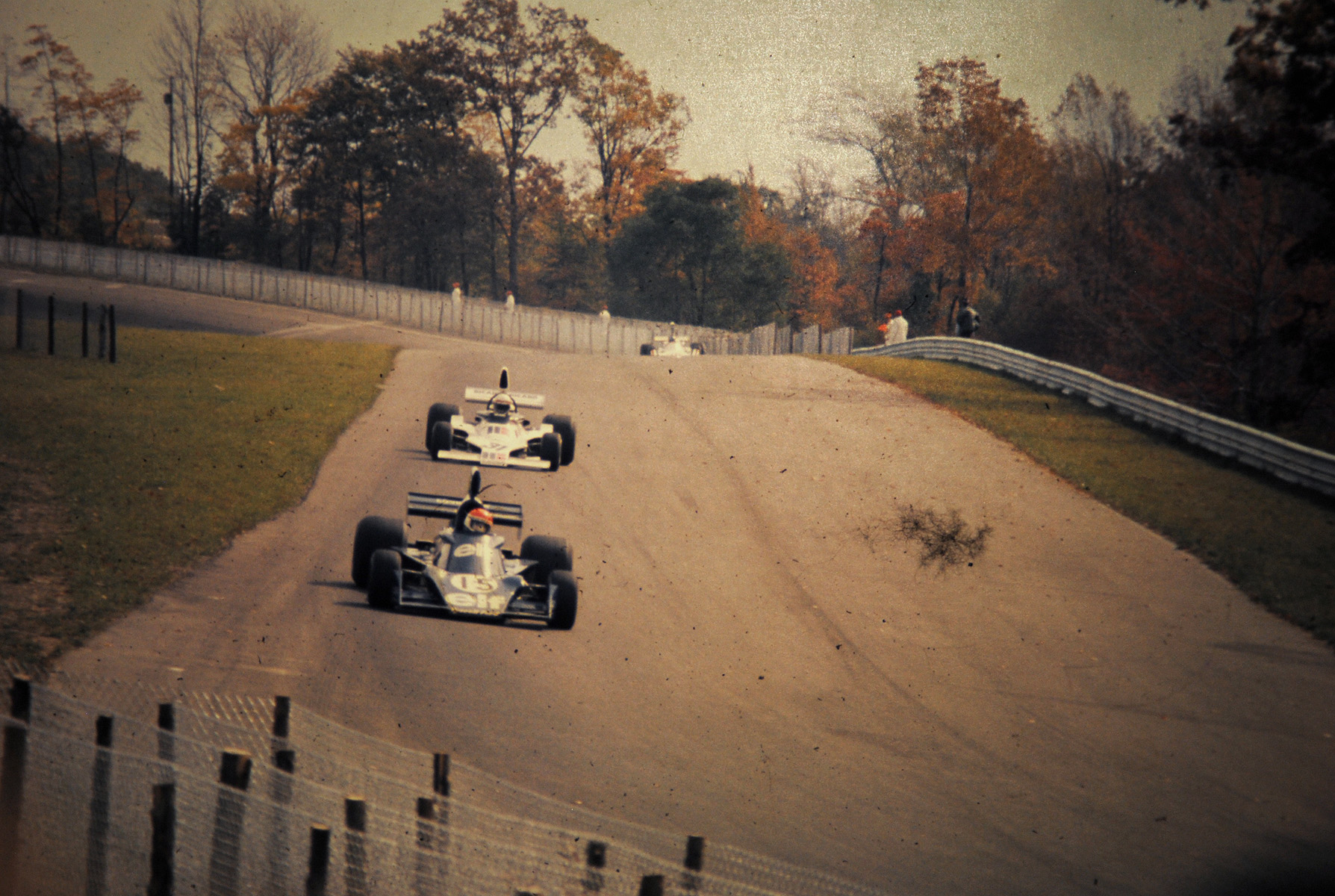
Leclère lors du Grand Prix des Etats-Unis 1975.

Leclère débute en Formule 1 au Grand Prix automobile des États-Unis 1975 avec l'équipe Elf-Tyrrell, aux côtés de Jody Scheckter et Patrick Depailler, grâce à son sponsor, le pétrolier Elf. L'année suivante, en 1976, il est engagé par l'équipe codirigée par Frank Williams et Walter Wolf (actionnaire à l'époque d'Automobili Lamborghini) qui ne lui permet pas de démontrer ses qualités de pilotage faute de monoplaces compétitives qui connaissent des problèmes aérodynamiques (ces monoplaces sont en fait les ex-Hesketh-Cosworth 308C de 1975). Coéquipier de Jacky Ickx, il est, dès juillet, remplacé par Arturo Merzario qui apporte le soutien de Marlboro Italie.
Parallèlement, en Formule 2, il gagne le Grand Prix de Salzbourg en 1976, mais enregistre de très mauvais résultats avec l'équipe Kauhsen-Renault en 1977 (17 abandons sur panne mécanique en autant de courses).
En 1977 et 1978, il dispute les 24 heures du Mans sur une Mirage GR8-Renault Gitanes 2 litres V6 turbo, l'équipe de secours de Renault-Alpine et enregistre deux abandons.
Il dispute les 24 heures de Daytona et les 24 heures du Mans 1979 sur Ferrari 512 BB LM aux côtés de Claude Ballot-Léna. En 1979 toujours, Leclère dispute le Grand Prix de Pau où il abandonne sur problème technique alors qu'il est quatrième au volant d'une March-BMW 792 Rosche. La même année, il manque de remplacer Patrick Depailler qui vient de se faire une fracture à la suite d'un accident de deltaplane mais finalement Jacky Ickx est recruté pour piloter la  Ligier JS11-15 Cosworth DFV V8 à effet de sol.
Il se retire alors de la compétition automobile, victime des compétences des autres pilotes français (Jacques Laffite, Patrick Tambay, Jean-Pierre Jabouille, Didier Pironi, René Arnoux, Philippe Streiff) et fait du coaching personnalisé sur différents circuits. Il pilote régulièrement pour "Renault Classic" lors de démonstrations à Goodwood, Lohéac ou au Rallye Monte Carlo Historique où Renault engage ses anciennes automobiles sportives.
Michel Leclère a quatre enfants d'un premier mariage.

## Résultats en championnat du monde de Formule 1
| Saison | Écurie             | Châssis       | Moteur      | Pneus    | GP disputés | Points inscrits | Classement |
| ------ | ------------------ | ------------- | ----------- | -------- | ----------- | --------------- | ---------- |
| 1975   | Elf Team Tyrrell   | 007           | Cosworth V8 | Goodyear | 1           | 0               | n.c.       |
| 1976   | Walter Wolf Racing | Williams FW05 | Cosworth V8 | Goodyear | 7           | 0               | n.c.       |

## Résultats aux 24 heures du Mans
| Année | Écurie                                  | Voiture    | Équipiers                        | Classement |
| ----- | --------------------------------------- | ---------- | -------------------------------- | ---------- |
| 1974  | Automobiles Ligier                      | Ligier JS2 | Guy Chasseuil                    | Abandon    |
| 1977  | Grand Touring Cars Inc / Mirage Renault | Mirage GR8 | Sam Posey                        | Abandon    |
| 1978  | Grand Touring Cars Inc                  | Mirage M9  | Sam Posey                        | Abandon    |
| 1979  | JMS Racing / Charles Pozzi              | 512BB/LM   | Claude Ballot-Léna / Peter Gregg | Abandon    |

## Sources
- (en) Cet article est partiellement ou en totalité issu de l’article de Wikipédia en anglais intitulé « Michel Leclère » (voir la liste des auteurs).